# 12999 Toruń
12999 Torun (1981 QJ2) là một tiểu hành tinh vành đai chính được phát hiện ngày 30 tháng 8 năm 1981 bởi Edward Bowell ở Anderson Mesa Station thuộc Đài thiên văn Lowell. Nó có vận tốc quỹ đạo 1252.3536421 ngày (3.43 năm).